# Richard Jouve
Richard Jouve, född den 25 oktober 1994 i Briançon, är en fransk längdskidåkare. Han tävlar främst i sprint.

## Karriär
Jouve kom tvåa i Ski Tour Kanada 1 mars 2016. I januari 2018 blev han uttagen att tävla för Frankrike under olympiska vinterspelen 2018 i Pyeongchang.
Den 3 mars 2022 tog Jouve sin första världscupseger i klassisk sprint i norska Drammen. Han blev sedan den totala vinnaren i sprint i världscupen 2021/2022 och den första genom tiderna från Frankrike att vinna sprintvärldscupen.

## Resultat

### Pallplatser i världscupen

#### Individuellt
Jouve har 15 individuella pallplatser i världscupen: tre segrar, tre andraplatser och nio tredjeplatser.
| Säsong  | Datum            | Plats       | Disciplin         | Placering |
| ------- | ---------------- | ----------- | ----------------- | --------- |
| 2014/15 | 7 mars 2015      | Lahtis      | 1,5 km sprint (F) | 3:a       |
| 2015/16 | 16 januari 2016  | Planica     | 1,2 km sprint (F) | 3:a       |
| 2015/16 | 1 mars 2016      | Gatineau    | 1,7 km sprint (F) | 2:a       |
| 2016/17 | 17 mars 2017     | Québec      | 1,5 km sprint (F) | 3:a       |
| 2018/19 | 29 december 2018 | Toblach     | 1,3 km sprint (F) | 2:a       |
| 2018/19 | 12 mars 2019     | Drammen     | 1,2 km sprint (K) | 3:a       |
| 2019/20 | 29 november 2019 | Ruka        | 1,4 km sprint (K) | 3:a       |
| 2019/20 | 29 december 2019 | Lenzerheide | 1,5 km sprint (F) | 3:a       |
| 2020/21 | 1 januari 2021   | Val Müstair | 1,4 km sprint (F) | 3:a       |
| 2021/22 | 3 december 2021  | Lillehammer | 1,6 km sprint (F) | 3:a       |
| 2021/22 | 11 december 2021 | Davos       | 1,5 km sprint (F) | 3:a       |
| 2021/22 | 28 december 2021 | Lenzerheide | 1,5 km sprint (F) | 2:a       |
| 2021/22 | 3 mars 2022      | Drammen     | 1,2 km sprint (K) | 1:a       |
| 2021/22 | 11 mars 2022     | Falun       | 1,4 km sprint (K) | 1:a       |
| 2022/23 | 9 december 2022  | Beitostølen | 1,3 km sprint (K) | 1:a       |

#### Lag
I lag har Jouve två pallplatser i världscupen: en andraplats och en tredjeplats.
| Säsong  | Datum            | Plats   | Disciplin                | Placering | Lagkamrat(er) |
| ------- | ---------------- | ------- | ------------------------ | --------- | ------------- |
| 2015/16 | 17 januari 2016  | Planica | 6 × 1,2 km sprintstafett | 3:a       | Chauvin       |
| 2020/21 | 20 december 2020 | Dresden | 6 × 1,3 km sprintstafett | 2:a       | Chanavat      |